# Municipalità distrettuale di Sekhukhune
La municipalità distrettuale di Sekhukhune (in inglese Sekhukhune District Municipality) è un distretto della provincia del Limpopo e il suo codice di distretto è DC47.
La sede amministrativa e legislativa è la città di Groblersdal e il suo territorio si estende su una superficie di 13.381 km².

## Geografia fisica

### Confini
Il distretto municipale di Sekhukhune confina a nord con quello di Capricon, a nordest con quello di Mopani, a sudest con quello di Ehlanzeni (Mpumalanga), a sud con quello di Nkangala (Mpumalanga) e a ovest con quello di Waterberg.

### Suddivisione amministrativa
Il distretto è suddiviso in 5 municipalità locali:
- Fetakgomo (LIM474)
- Elias Motsoaledi (LIM472)
- Grande Marble Hall (LIM471)
- Grande Tubatse (LIM475)
- Makhuduthamaga (LIM473)